# سيلاس وليامز
سيلاس وليامز (بالإنجليزية: Silas Williams)‏ هو لاعب كرة قدم أمريكية أمريكي، (ولد في غرينفيل في الولايات المتحدة 1888 – 1944 م).